# Trevor Pinnock

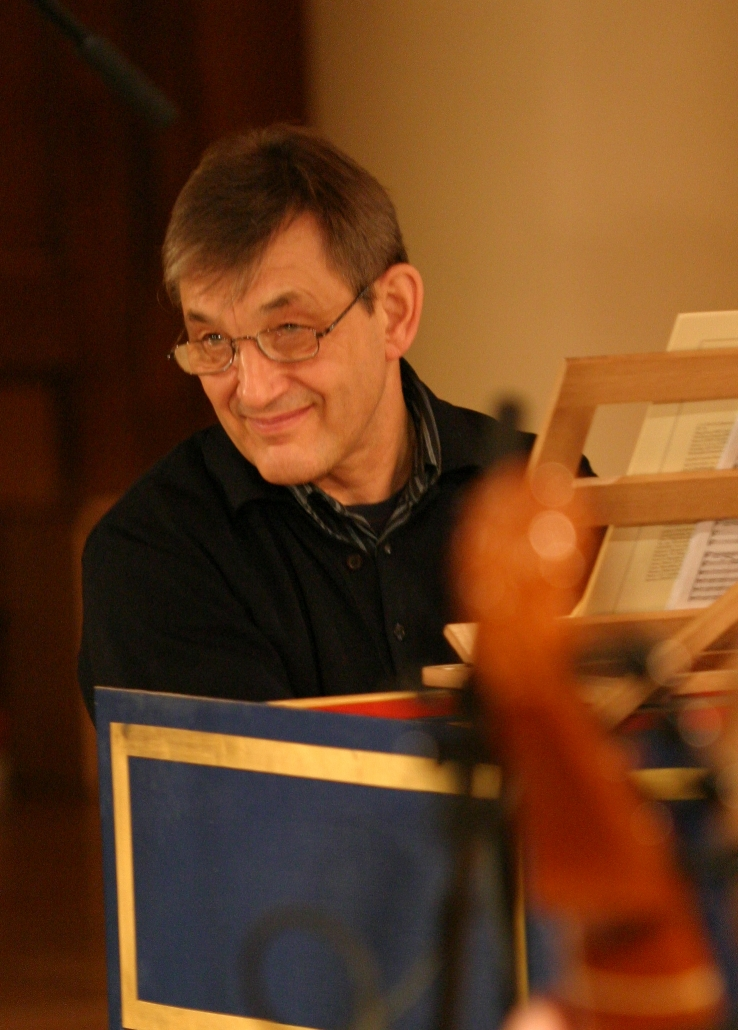
Trevor Pinnock, december 2006.

Trevor David Pinnock, född 16 december 1946 i Canterbury, Kent, är en brittisk dirigent, cembalist, organist och pianist.
Pinnock var en av grundarna till den på barockens och wienklassicismens musik specialiserade orkestern The English Concert vilken han ledde i mer än 30 år. Han har tidigare varit konstnärlig ledare för National Arts Centre Orchestra och grundade The Classical Band i New York.
Pinnock lämnade The English Concert 2003 och fokuserade på en karriär som dirigent för större symfoniorkestrar och operahus världen över. Som cembalist har han också uppträtt med och spelat in kammarmusik samt undervisat vid olika konservatorier. Pinnock har vunnit en Gramophone Award för sin inspelning av Bachs Brandenburgkonserterna med European Brandenburg Ensemble, en tillfällig orkester som bildades enkom för att fira hans 60-årsdag.

## Utmärkelser

### Ordnar
- 1992: Commander of the Order of the British Empire (CBE)
- 1998: Officier de l'Ordre des Arts et des Lettres

### Hedersdoktorat
- 1993: Hedersdoktor vid University of Ottawa
- 1995: Hedersdoktor vid University of Kent
- 2005: Hedersdoktor vid University of Sheffield

### Översättning
Den här artikeln är helt eller delvis baserad på material från engelskspråkiga Wikipedia.